# ソフィアモバイル
ソフィアモバイル株式会社は、デジタルサイネージ（電子広告等）事業や、仮想移動体通信事業者(MVNO)としてNTTドコモのFOMAネットワークを利用し、IP電話サービスを組み合わせた携帯電話サービス「エスモビ」を展開していた企業である。
2013年2月28日、グループ事業再編により「エスモビ」を含むSIM関連事業を、親会社の株式会社ソフィア総合研究所に譲渡。デジタルサイネージ事業に特化したが、収益改善は見込めないと判断。同年3月29日に会社解散を決議し、4月30日に特別清算手続きを申し立て、5月29日付で開始決定を受けた。

## エスモビ
エスモビとは、上述のとおりMVNO事業であり、インフラとしてはNTTドコモのFOMAハイスピード回線を利用し、端末としてはファーウェイ製のAndroidスマートフォン「IDEOS X5」を販売する。パケット通信のみの提供となるが、IP電話を使い050の電話番号をもつことができ、IP電話ならではの定額の通話も可能となっている。同様のサービスを展開している同じNTTドコモ網を使ったMVNOであるアールストリームとほぼ同じサービス提供を行っているためか、アールストリーム社と自社の料金を比較する宣伝を同社ホームページで行っている。またエスモビ同士であれば通話料無料というのも大きな売りにしている。

### 端末
端末はファーウェイテクノロジーズ製のandroid OS 2.2搭載の全面タッチパネルのストレート型スマートフォンである。同社固有のキャリアメールやspモードメールといったNTTドコモのサービスは利用することはできないため、メールはGmailなどを利用することとなる。また、Androidマーケットからのアプリケーションのダウンロードやブラウジングなども行うことが可能となっている。ブラウザはFlash Player 10.1が搭載されている。そのほか同社のIP電話用アプリケーションが搭載されている。
端末はソフィアモバイルが独自に並行輸入し、Sophia Mobile名義でMRAによる技術基準適合証明を取得している。ファーウェイ・ジャパンは、このIDEOS X5について一切サポートを行わない旨を発表している。

#### 主な仕様
| 端末         | IDEOS X5 (U8800H)                                                                | IDEOS X5 (U8800H) |
| ------------ | -------------------------------------------------------------------------------- | ----------------- |
| 製造メーカー | ファーウェイテクノロジーズ                                                       |                   |
| OS           | android 2.2                                                                      |                   |
| CPU          | QualcommR MSM7230, 800 MHz, 3D Graphics Performance                              |                   |
| サイズ       | 120㎜×62㎜×11.6㎜                                                                |                   |
| 重量         | 約130g                                                                           |                   |
| 通信         | WCDMA/HSPA: 850/1900/2100 MHz GSM/GPRS/EDGE: 850/900/1800/1900 MHz IEEE802.11b/g |                   |
| 通信速度     | HSDPA7.2Mbps HSUPA5.7Mbps                                                        |                   |
| メモリー     | ROM: 4GB for storage, RAM: 512MB + MicroSD（SDHC対応）                           |                   |
| ディスプレー | 3.8インチ 16,000,000色 800x480pixel TFT capacitive touchscreen                   |                   |
| カメラ       | 500万画素 CMOS LEDフラッシュ                                                     |                   |
| その他機能   | GPS / 加速度センサー / フルタッチパネル /テザリング                              |                   |

### 料金
| プラン名                 | 料金      | 条件                                   |
| ------------------------ | --------- | -------------------------------------- |
| エスモビベーシックプラン | 4200円/月 | 2年間縛り/途中解約の場合9975円の違約金 |
| フリープラン             | 5960円/月 |                                        |

## その他事業
デジタルサイネージ ソリューションとして、 動画配信管理システム、クーポンシステム、リダイレクトシステム、メール配信システム、アフィリエイトシステム、CRMシステムの販売を行っている他、SIMロックフリー端末の販売も手がけている。